# دولورس ناکووا
دولورس ناکووا (انگلیسی: Dolores Nakova; ۱۵ ژوئن ۱۹۵۷ – ) قایقران روئینگ اهل بلغارستان بود.
وی در مسابقات کشوری و بین‌المللی در مجموع برندهٔ ۱ مدال طلا، ۱ مدال نقره، ۱ مدال برنز شده‌است.